# Кубицький Йонас Йонович
Йонас Йонович Кубицький (5 грудня 1889, село Кукішки Швенчьонського (Швянченіського) повіту, тепер Литва — 26 квітня 1949, місто Москва, тепер Російська Федерація) — радянський діяч, литовський революціонер. Кандидат у члени та член ЦК Литовської КП з 1921 по 1923 рік, член секретаріату ЦК Литовської КП у 1922 році. Депутат І-го Сейму Литовської республіки в 1922—1923 роках. Член Центральної контрольної комісії ВКП(б) у 1925—1927 роках. 

## Життєпис
Здобув домашню освіту. З 1896 року працював у майстернях Швенчьонської залізниці. 3 1901 року — робітник фабрики металевих виробів Петроса Вілейшиса у Вільно.
Брав участь у соціал-демократичному русі Литви з 1904 року. Учасник першої російської революції 1905—1907 років у місті Вільно. За революційну діяльність зазнавав переслідувань, був 12 разів заарештований.
З 1911 року працював у місті Краматорську, а з 1916 року — в місті Кам'янське Катеринославської губернії.
Член РСДРП(б) з березня 1917 року.
У 1917 році — організатор загонів Червоної гвардії у місті Кам'янському Катеринославської губернії. Брав участь у боях з військами УНР та німецькими військами.
З серпня 1918 року працював у Віленській залізничній майстерні, перебував на підпільній партійній роботі у Вільно (Вільнюсі). У 1919 році — комісар Віленського залізничного вузла.
З осені 1919 року — на підпільній партійній роботі в Каунасі Литовської республіки. Обирався головою правління профспілки залізничників Литви та членом Центрального бюро професійних спілок Литви.
У липні 1920 року обраний до Каунаської міської ради за списком лівих робітників. У червні 1921 року за антидержавну діяльність засуджений на 4 роки позбавлення волі, але невдовзі виправданий.
У жовтні 1922 року обраний депутатом І-го Сейму Литовської республіки по 4-му (Тельшяйському) виборчому округу за виборчим списком робітників і бідніших селян. З 13 листопада 1922 по 13 березня 1923 року — депутат 1-го Сейму Литви, входив до фракції профспілок робітників.
У березні 1923 році за антидержавну діяльність заарештований, у квітні 1923 року висланий із Литви на Віленщину (Вільнюський край), звідки виїхав до Радянської Росії.
Працював на машинобудівному заводі в Коломні Московської губернії. На 1925 рік — начальник цеху машинобудівного заводу в Москві.
Потім працював на будівництвах у різних районах СРСР.
З 1945 року — персональний пенсіонер.
Помер 26 квітня 1949 року в Москві. Похований на Новодівичому цвинтарі Москви.